# Нехама Файнштейн-Пухачевська
Нехама Файнштейн-Пухачевська (івр. נחמה פוחצ'בסקי, до шлюбу Файнштейн, у шлюбі Пухачевська (в Росії — Похачевська) (23 березня 1869, Берестя, Російська імперія — 21 травня 1934, Рішон-ле-Ціон, Підмандатна Палестина) — поетеса та письменниця, суфражистка, суддя.

## Життєпис

### Молоді роки
Нехама Файнштейн народилася 1869 року в Бересті, на південному заході сучасної Білорусі, у заможній хасидській родині Йони Цві та Блюми (Мільхікер) Файнштейн. У дев'ятирічному віці вона переїхала разом із сім'єю до міста Царицин на півдні Російської імперії. У старших класах гімназії Нехаму полюбив син російських аристократів, вона стала близька до російських молодіжних та революційних кіл. Батько Нехами боявся цього зв'язку і також заперечував вплив на доньку російської культури, тому забрав її з гімназії і найняв репетитора-єврея, який навчав її в тому числі івриту. В юності вона листувалася зі Львом Йосиповичем Гордоном, чиї твори вплинули на неї, дружила з Йосипом Віткіним.
Через деякий час Нехама почала сама писати на івриті та надсилати статті в газету «Ха-Меліц», що видавалася в Росії. Серед найбільш значних робіт на цьому ранньому етапі була стаття «Ще про питання дочок» (1889, опублікована в «Ха-Меліц»), в якій пропагувалося єврейське навчання для дівчаток. Інші важливі статті включали відповідь, опублікована в журналі «Ха-шилоах» (1908), на суперечливу статтю Іцхака Епштейна про придбання арабських земель у Палестині.
У 17-річному віці Файнштейн повернулася до Берестя й приєдналася до сіоністського руху « Ховевей Ціон». У 1889 році вона одружилася з Йєхіелем (Міхелем) Залманом Пухачевським, також уродженцем Берестя та активістом «Ховевей Ціон». Він був одним із перших шести сільськогосподарських інструкторів («мадріхів», (івр. מדריך), посланих бароном Едмоном де Ротшильдом до Палестини для заняття виноградарством та садівництвом. Нехама здійснила алію разом із чоловіком у «мошаву» Рішон-ле-Ціон. 1896 року вона повернулася до Берестя зі своїм малолітнім сином Асаелем. На батьківщині Нехама провела півтора роки, після чого повернулася до чоловіка.

### Літературна творчість
Проживаючи в Палестині, Файнштейн-Пухачевська продовжила писати оповідання з життя країни на івриті, ставши першою івритомовною письменницею-жінкою. Її будинок був другим будинком у Рішон-ле-Ціоні (після будинку Давида Юделевича, де говорили тільки на івриті. Він став місцем зустрічей єврейської молоді та літераторів, які писали на івриті.
Її роботи (більше есе, ніж оповідання) безпосередньо пов'язані з національним сіоністським проєктом, але жіночі персонажки у її творах показують, наскільки критично Пухачевська оцінювала жіноче життя в ішуві. З одного боку, жінки були рівноправними партнерками у роботі зі створення нової країни євреїв, але, з іншого, вони були виключені з реального партнерства у повсякденних справах спільноти, її інтелектуального життя та процесів прийняття рішень.
Першу збірку оповідань Пухачевської «У Новій Юдеї» було опубліковано 1911 року. Перші п'ять оповідань присвячені єврейському землеробському життю в Палестині; останні п'ять зображують єменську громаду в Рішон-ле-Ціоні. Деякі з історій торкаються питань фемінізму, включаючи питання економічної незалежності жінок у «Ха-Аведот» («Втрати») (івр. האבדות), несправедливості єврейського закону про розлучення в «Паамайїм» («Двічі») та статус безплідних жінок у єврейському житті в діаспорі. Ця тема також була порушена в пізнішому оповіданні «Асона шель Афія» («Біднє становище Афії», 1925) (івр. אסונה של אפיה).
Сучасні критики приділили цьому виданню недостатню увагу, за винятком двох рецензентів, які категорично заперечували проти катастроф, що повторюються, і лих, описаних у книзі. «Там, де читач сподівається зустріти багато життя, — пише Яаков Зерубавель, — він на кожному кроці спотикається об трупи».
У другій збірці Пухачевської «Бакфар у-ва-авода: Сіппурім» (У селі та на роботі, 1930) (івр. בכפר ובעבודה : ספורים) багато феміністських мотивів, включаючи кілька уривків, що полемізують проти знецінення жіночої праці в комуні. Найуспішніша новела у збірці — «Бі-вдідут» («Наодинці») (івр. בבדידות ‎), написана у формі щоденникових записів, в якій розповідається історія сорокарічної жінки, яка живе і працює на фермі зі своїм братом-женоненависником.
В останні роки життя Пухачевська написала неопублікований роман «Ба-Мідрон» («На схилі», (івр. במדרון : רומן ארצישראלי), що розповідає про хронічно невдачливого єврейського фермера на ім'я Хаїм Зельцберг.

### Громадська діяльність
Нехама Файнштейн-Пухачевська входила до місцевої ради Рішон-ле-Ціона, комітету шкіл, а и також була суддею у цивільному суді. Вона заснувала касу безвідсоткових кредитів для нужденних, брала на тимчасове виховання дівчаток-сиріт.
1909 року, коли до Рішон-ле-Ціону приїхали єменські сім'ї, Пухачевська допомагала їм адаптуватися. Вони називали її «матір'ю єменців». Файнштейн-Пухачевська заснувала також «Товариство Лінат-Цедек» ((івр. חברת לינת-צדק), яке займалося розміщенням у спеціально побудованому пансіоні подорожніх та бідних робітників. Це суспільство перетворилося на велику благодійну організацію для нужденних та хворих.
Файнштейн-Пухачевська заснувала «Асоціацію вивчення івриту для жінок „Двора“» (івр. אגודת דבורה ללימודי עברית לנשים) і співзаснувала «Спілку єврейських жінок за рівні права в Землі Ізраїльській» у 1919 році.
У 1919 році на загальних зборах колонії Рішон-ле-Ціон було вирішено надати єменцям та жінкам право голосу. Перші дві жінки, які набрали найбільшу кількість голосів, мали включатися до ради («ваад», (івр. ועד ‎) — місцевий орган влади — незалежно від кількості голосів, які отримають чоловіки.
Результат був несподіваним, оскільки найбільше голосів набрала Нехама Файнштейн-Пухачевська, випередивши з великим відривом усіх чоловіків, які обиралися. Згідно зі статутом, член ради, який набрав найбільшу кількість голосів, призначався головою, і тому Нехама Пухачевська мала стати першою жінкою, яка очолила раду, яка керувала Рішон-ле-Ціоном.
Однак вона змушена була залишити посаду голови та погодитися на місце повноправного члена ради. Офіційна причина полягала в тому, що в умовах початку британського правління з владою Підмандатної Палестини тривали виснажливі переговори. Її відставка відбулася за умови, що Файнштейн-Пухачевська вирішить, хто її замінить. На цю посаду було обрано кандидата-чоловіка, який посів третє місце у списку після Файнштейн-Пухачевської та Адини Каханської, яка посіла на виборах друге місце.
На виборах до Законодавчих зборів Британської Палестини, що відбулися 19 квітня 1920 року, її було обрано однією з п'яти депутатів від «Союзу єврейських жінок за рівні права в Землі Ізраїльській».
Нехама Файнштейн-Пухачевська померла у 1934 році на 65-му році життя. Вона похована під деревом інжиру на пагорбі старого цвинтаря Рішон ле-Ціона.